# Mini Ninjas
 (juillet 2015).
Si vous disposez d'ouvrages ou d'articles de référence ou si vous connaissez des sites web de qualité traitant du thème abordé ici, merci de compléter l'article en donnant les références utiles à sa vérifiabilité et en les liant à la section « Notes et références ».
Mini Ninjas est un jeu vidéo d'action-aventure développé par IO Interactive et édité par Eidos en 2009.
Il est disponible depuis octobre 2009 sur PlayStation 3, Xbox 360, Wii, Nintendo DS et PC.

## Synopsis
Dans un monde plongé dans le chaos à cause d'un seigneur de la guerre qui a transformé tous les animaux en méchants samouraïs, Hiro, un tout jeune ninja, doit restaurer l'ordre et l'harmonie.
Grâce à ses pouvoirs magiques et avec l'aide de 5 de ses amis mini ninjas Hiro devra affronter l'armée magique des samouraïs et libérer les animaux de leur esprit maléfique...

## Système de jeu
Ce jeu se déroule dans un paysage typique du Japon rural et féodal. On peut y voir des rizières en terrasses, des cascades, des temples avec des Torii ainsi que des forteresses traditionnelles. Le jeu dispose d'un système de cinématiques quand l'on vainc un boss ou lorsque l'on rentre dans une zone ennemie. La cinématique d'introduction explique que le Vil Seigneur de Guerre capture des animaux pour les transformer en une armée de samouraïs. Le maître ninja a déjà envoyé 4 des 6 Mini ninjas et décide d'envoyer ses deux derniers disciples dans la mission périlleuse de vaincre le Vil Seigneur de Guerre. Au cours de ce périple, Hiro et Futo doivent délivrer leurs amis emprisonnés par les samouraïs et vaincre des boss samouraïs avec des capacités améliorées.
Description des personnages :
- Hiro est le personnage principal. Le maître l'a trouvé alors qu'il n'était encore qu'enfant. Il est capable d'utiliser la magie Kuji (l'art de maîtriser les pouvoirs du monde des esprits) pour pouvoir combattre ses ennemis. Hiro pourra apprendre jusqu'à 12 sorts, dont un lui permettant de ne faire qu'un avec les animaux. Hiro est le meilleur ami de Futo, le plus grand des Mini Ninjas. Son arme préférée est son sabre. Il est secrètement amoureux de Suzume.
- Futo est un gros ninja qui utilise un marteau de grande taille pour éliminer ses adversaires. C'est Hiro qui lui a trouvé cette arme. Futo est un sensible au grand cœur. Futo adore les pommes.
- Suzume est une jeune fille ninja qui utilise sa flûte pour charmer les ennemis. Elle est tout à fait consciente qu'elle occupe une place toute particulière dans le cœur d'Hiro, mais elle a décidé qu'elle n'avait pas de temps à perdre avec les garçons. Sa flûte lui a été transmise de sa mère, dont elle n'a aucune information.
- Shun possède un arc et peut donc viser d'assez loin. Il a aussi une tenue de guerre, soi-disant de "camouflage". C'est le plus furtif de tous les Mini Ninjas. Quand il tire une flèche explosive, les ennemis connaissent un grand feu d'artifice.
- Tora utilise des griffes acérées qu'il s'est fabriquées lui-même car il est persuadé d'être un tigre depuis que le maître l'a trouvé bébé enfermé dans une cage.
- Kunoichi est munie d'une lance. Elle est la plus jeune des filles Mini Ninjas et elle considère Suzume comme une "grande sœur". Elle adore Hiro et c'est la plus agile des Mini Ninjas.

À noter : excepté Futo, tous les autres personnages sont jouables après que vous les ayez délivrés des forces du mal qui les retenaient prisonniers.

## Adaptation
Le jeu a été adapté en une série télévisée d'animation du même nom, elle est diffusée sur TF1 à partir de 2015.